# بني ولبان
توجد بلدية بني والبان ولاية سكيكدة تحدها شمالا بلدية أم الطوب وشرقا بلدية عين بوزيان وسيدي مزغيش وجنوبا بلدية زيغود يوسف وغربا بلدية الميلية وهي بلدية تعدادها السكاني 25740 نسمة